# Философовы
Философовы — нетитулованный русский дворянский род.

## Происхождение и история рода
Основателем считается  македонский военачальник и учёный-богослов Марк Философ (иначе — Марко Философ), приехавший к князю Владимиру, одному из великих князей Киевских, в X веке. По поручению князя отправился с посольством «в Сарацины» и добился того, что четыре сарацинских князя прибыли в Киев и приняли христианство.
В 1598 году, согласно Разрядным справкам, Философовы числились помещиками в Смоленске. В XVII веке сведения о Философовых, испомещенных в Смоленской, Костромской, Вологодской и Владимирской губерниях прекращаются. В 1686 году при подаче документов для внесения рода в Бархатную книгу, была предоставлена родословная роспись Философовых и три грамоты 1631 года.

## «Старшая» ветвь
- Андрей Устинович Философов (XVI век) — представитель 17 колена рода от Марка Философа[К 1], жил при Иване Грозном[2].
  - Лукьян Андреевич Философов (XVI век).
    - Афанасий Лукьянович Философов (?—1572) — погиб в битве при Молодях.
      - Феодосий Афанасьевич Философов (?—после 1629) — в 1597 году ещё значащился в новиках (то есть только что зачисленный в службу). В 1629 году зачислен в дворяне по московскому списку.
OO Марья Философова (умерла после 1613 года) — в 1613 году с двумя дочерьми находилась в польском плену и, предположительно, возвращена по требованию земской думы.

    - Фёдор Лукьянович Философов (?—1577) — погиб в битве под Кесью (ныне — Цесис, Латвия).

  - Никита Андреевич Философов (XVI век).
    - Фёдор Никитич Философов (XVI век) — служил в дружине князя Воротынского и погиб в бою с крымскими татарами. Из пяти его сыновей трое также пали героями в боях.
      - Иван Фёдорович Философов (XVI—XVII века) — старший сын предыдущего. Смоленский помещик, обладатель 450 окладных четьи. Три его сына были воеводами при царе Михаиле Фёдоровиче:
        - Алексей Иванович Философов (умер после 1642 года) — в 1629 году дворянин московский, стрелецкий голова, выборный на земском соборе 1642 года, писец города Владимира.
        - Иван Иванович Философов (умер после 1647 года) — в 1647 году воевода в Ливнах.
        - Фёдор Иванович Философов (умер после 1631 года) — защитник Москвы при нашествии Владислава IV в 1617 году. Осадный воевода в Туле и Великих Луках в 1631 году. Позднее помещик в Кинешме.
          - Матвей Фёдорович Философов (умер после 1691 года) — стольник и воевода рязанский, в 1691 году при царях Петре и Иване межевал окологородный стан Рязанского уезда.
          - Харитон Фёдорович Философов (XVII век).
            - Кузьма Харитонович Философов (умер до 1710).
              - Семён Кузмич Философов (умер после 1710 года) — в 1710 году владел частью Загвоздья с дядей и братом.
              - Матвей Кузмич Философов (умер после 1710 года) — в 1710 году владел частью Загвоздья с дядей и братом.
                - Михаил Матвеевич Философов (?—1748) — генерал-лейтенант, кавалер ордена Св. Александра Невского (1747).
                  - Михаил Михайлович Философов (1732—1811) — русский военный и дипломат, генерал от инфантерии. В 1796—1798 гг. первый военный губернатор смоленский и псковский.
                  - Богдан Михайлович Философов (в иночестве Феодосий; 1731—1823).
                    - Александр Богданович Философов (?—1847) — генерал-майор, с 1825 года — командир Императорского Тульского оружейного завода [4]. Женился на представительнице «младшей» ветви рода, объединив их, таким образом, воновь:
OO Александра Никитична Философова (?—1849).
                      - Александр Александрович Философов (1819—1880) — военный и государственный деятель Российской империи, генерал-майор, губернатор Олонецкой губернии.
OO Екатерина Ивановна Философова (урождённая Кроткова). Их дети:
                        - Александра Александровна Философова (1851—?).
                        - Елена Александровна Философова (1852—?).
                        - Надежда Александровна Философова (1854—?).
                        - Ольга Александровна Философова (1862—?).

                  - Дмитрий Михайлович Философов.
                    - Мария Дмитриевна Кожина (урождённая Философова; ?—до 1799) — супруга Алексея Никитича Кожина (1737—после 1807).
                    - Николай Дмитриевич Философов (умер после 1801 года) — коллежский асессор, псковский помещик. 9 января 1801 года запрашивал о выдаче копии с родословия и герба.
                      - Дмитрий Николаевич Философов (1790—1863) — псковский помещик, Новоржевский уездный предводитель дворянства Псковской губернии в 1835—1863 годах, чиновник 14 класса.
OO Мария Матвеевна Философова (урождённая Рокотова, в первом браке Неклюдова; 1789—1840) — овдовев, вышла за Философова. Их дети:
                        - Александр Дмитриевич Философов (1815—1862) — директор Департамента внутренних сношений МИД. 
OO Варвара Алексеевна Философова (урождённая княжна Хованская). Их дети:
                          - Вера Александровна Философова (1858—?).
                          - Ольга Александровна Философова (1859—?).
                          - Дмитрий Александрович Философов (1861—1907) — шталмейстер Двора Его Императорского Величества (1905), Государственный контролёр России (1905—1906), c 1906 года член Государственного совета и министр торговли и промышленности. Состоял гласным Новоржевского уездного и псковского губернского земских собраний. Скоропостижно скончался в ложе Мариинского театра.
OO Мария Алексеевна Философова (урождённая Мельникова, в первом браке Бибикова) — разведясь с первым мужем в 1884 году вышла замуж за Философова. Их сыновья:
                            - Дмитрий Дмитриевич Философов (1884—?).
                            - Марк Дмитриевич Философов (1892—1938) — искусствовед, работник Эрмитажа.

                        - Николай Дмитриевич Философов (1817—1863).
                        - Владимир Дмитриевич Философов (1820—1894) — первый Главный военный прокурор Российской империи, Член Государственного совета по департаменту гражданских и духовных дел, статс-секретарь Его Императорского Величества, действительный тайный советник, герольдмейстер.
OO Анна Павловна Философова (урождённая Дягилева; 1837—1912) — общественный деятель, один из лидеров женского движения 1860—1880 годов, одна из учредительниц высших женских учебных заведений, организатор благотворительных обществ. Их дети:
                          - Владимир Владимирович Философов (1857—1929) — губернский предводитель псковского дворянского собрания.
                          - Мария Владимировна Каменецкая (урождённая Философова; 1862—?).
                          - Павел Владимирович Философов (1866—1923).
                          - Зинаида Владимировна Ратькова-Рожнова (урождённая Философова; 1870—1966) — коллекционер живописи и графики художников «Мира искусств».
                          - Дмитрий Владимирович Философов (1872—1940) — русский публицист, художественный и литературный критик, религиозно-общественный и политический деятель.

            - Матвей Харитонович Философов (1640—после 1710) — стольник. Первый известный владелец вотчины Философовых мызы «Загвоздье» Новоладожского уезда Санкт-Петербургской губернии[5]. Родоначальник так называемой «Младшей» ветви Философовых.

      - Замятня-Максим Фёдорович Философов (?—1611) — третий сын. Убит в бою под Москвой.
        - Алексей Максимович Философов (XVII век).
          - Никифор Алексеевич Философов (XVII век) — стольник при царе Фёдоре Алексеевиче.

      - Иван Фёдорович Философов (XVI—XVII века) — четвёртый сын. Убит в бою под Нарвой.
      - Андрей Фёдорович Философов (XVI—XVII века) — пятый сын. Убит в бою под Смоленском.
        - Макар Андреевич Философов (?—1609) — пал в битве под Калязином.

## «Младшая» ветвь
- Матвей Харитонович Философов (1640—после 1710) — стольник. Первый известный владелец вотчины Философовых мызы «Загвоздье» Новоладожского уезда Санкт-Петербургской губернии[5].
OO Василиса (1640—после 1710).
  - Илларион Матвеевич Философов (1680—?) — служил при Петре I в драгунах под началом графа Бориса Петровича Шереметева.
    - Никита Илларионович Философов (?—?).
      - Никита Никитич Философов (?—?) — предводитель дворян Карсунского уезда в 1808—1811 и в 1815—1816. Владел имением в селе Малое Шуватово и деревни Аникеевка Карсунского уезда.
OO Марфа Михайловна Философова (урождённая Карамзина; 1770-е годы — 1821) — родная сестра знаменитого русского историка и литератора Н. М. Карамзина (1766—1826).
        - Александра Никитична Философова (?—1849) — вышла замуж за представителя «старшей» ветви Философовых, объединив их, таким образом:
OO Александр Богданович Философов (1777—1847) — генерал-майор.

  - Егор Матвеевич Философов (1685—?) — служил в одном полку со старшим братом Илларионом.
    - Никита Егорович Философов (?—1779) — в 1766 году уфимский провинциальный прокурор[6].
      - Иван Никитович Философов (?—?) — в 1767 году поступил вместе с братом Илларионом в Императорский сухопутный шляхетский кадетский корпус[7].
      - Илларион Никитич Философов (1760-е годы — конец 1830-х) — надворный советник, предводитель дворянства Новоладожского уезда. Активный деятель при формировании Земского войска (1806—1807). Знаток и ценитель изобразительного искусства.
OO Пелагея Алексеевна Философова (урождённая Барыкова; 1764—?) — двоюродная тётка камер-фрейлины русского императорского двора Александры Андреевны Толстой, выпускница Смольного института (1782). Их дети:
        - Алексей Илларионович Философов (1800—1874) — генерал-адъютант, генерал от артиллерии; воспитатель младших сыновей Николая I. Унаследовал от родителей вотчину «Загвоздье».
OO Анна Григорьевна Философова (урождённая Столыпина; 1815—1892) — дочь пензенского предводителя дворянства Григория Даниловича Столыпина (1773—1829) от брака его с Натальей Алексеевной, урождённой Арсеньевой (1786—1851). Анна Григорьевна приходилась двоюродной сестрой матери М. Ю. Лермонтова. Благодаря мужу занимала почётное положение при дворе и в обществе, была гофмейстериной двора великой княгини Ольги Фёдоровны. С 1851 года кавалерственная дама ордена Св. Екатерины 2 степени. Умерла в Париже и была похоронена на Монмартрском кладбище. В браке имели детей:
          - Наталья Алексеевна Философова (1835—1835).
          - Михаил Алексеевич Философов (1836—1836).
          - Дмитрий Алексеевич Философов (1837—1877) — генерал-майор, погиб в русско-турецкую войну.
          - Николай Алексеевич Философов (1838—1895) — художник-любитель, вице-президент Академии художеств.
OO Софья Алексеевна Философова (урождённая Писарева; 1847—1901). Их дети:
            - Софья Николаевна Толстая (урождённая Философова; 1867—1934) — первая супруга (1888—1916) И. Л. Толстого, сына великого русского писателя. В начале XX века супруги и их семеро детей поселились в собственном доме в центре Калуги. Софья Николаевна купила и подарила Илье Львовичу имение Дубровка, неподалёку от Малоярославца. Илья Львович часто менял род деятельности, и Софья Николаевна, чтобы хоть как-то поправить финансовое положение семьи, в 1909 году пошла работать в частную женскую гимназию Саловой, где вела хор у девочек III—V классов[8].
            - Наталья Николаевна Ден (иначе — фон Ден [нем. von Dehn], урождённая Философова; 1872—1926) — супруга русского и советского экономико-географа и статистика В. Э. Дена (1867—1933)[9].
            - Владимир Николаевич Философов (1874—1938) — помещик, владелец и управляющий имения «Паники» (ныне — село Нелядино Данковского района Липецкой области России), приносившего ему изрядный доход. В частности, он мог позволить себе посетить два-три раза в год московский ресторан «Яр», где был уважаемым клиентом. Кроме того, имел дачу в подмосковной Малаховке на берегу реки Пехорка. Репрессирован в 1938 году и умер на этапе, место захоронения не известно[10].
OO Елена Егоровна Философова (в первом браке Гагарина; 1874—1938) — крестьянка деревни Нелядино. От первого брака имела сына и дочь. Около 1901 года вышла замуж за Философова, в браке с которым родила ещё четыре дочери и сына — все её дети носили фамилию Гагарины. Последние годы проживала с дочерьми в Малаховке на даче мужа и похоронена на Малаховском кладбище[10].
            - Анна Николаевна Философова (1878—1897).

          - Александра Алексеевна Философова (1840—1915) — фрейлина.
          - Михаил Алексеевич Философов (1841— ?)
          - Ольга Алексеевна Философова (1843—до 1911) — фрейлина. Ещё будучи при дворе, взяла подростком на воспитание родственницу по отцу — Анну Васильевну Оде-де-Сион (в замужестве Хрунова 1870—1951), которая, рано потеряв отца, не смогла принять отчима. Позднее Ольга Александровна переехала вместе с воспитанницей из Санкт-Петербурга в Пензу, в дом своей матери.
          - Алексей Алексеевич Философов (1845—1909), камер-юнкер.
          - Владимир Алексеевич Философов (1857— ?).

        - Николай Илларионович Философов (1804—1854) — генерал-лейтенант, участник русско-турецкой войны 1828—1829 годов, директор Пажеского корпуса.
OO Варвара Ивановна Философова (урождённая Кроткова; ?—1872) — наследница богатых землевладельцев из Симбирской губернии. Отец оставил ей большое село Кезьмино с каменной церковью и суконной мануфактурой — около 700 душ крепостных и более четырёх тысяч десятин земли, которое она завещала своим детям[11]:
          - Алексей Николаевич Философов (?—?).
          - Илларион Николаевич Философов (?—?).
          - Александра Николаевна Философова (?—?).

        - Наталья Илларионовна Сарычева (урождённая Философова; 1796—после 1877) — выпускница Смольного института. Супруга потомственного военного моряка подполковника Василия Алексеевича Сарычева (1790—1830), участника войны с Францией 1813—1814 годов и командира Кондукторских рот Учебного морского рабочего экипажа. Он был сыном командующего Черноморской эскадрой вице-адмирала А. А. Сарычева (1760—1827).
          - Оде-де-Сион, Анна Васильевна (урождённая Сарычева; 1821—1871) — начальница Оренбургского института благородных девиц.
            - Оде-де-Сион, Василий Александрович (1846—1883) — кадровый офицер, поручик, участник Русско-турецкой войны 1877—1878 годов, прототип одного из персонажей романа Валентина Пикуля «Баязет».
              - Анна Васильевна (в замужестве Хрунова 1870—1951, см. выше)

        - Екатерина Илларионовна Философова
        - Прасковья Илларионовна Сарычева (урождённая Философова; ?—?) — супруга помещика Алексея Гавриловича Сарычева, владельца имения в Новоладожском уезде на реке Паше. Сын знаменитого полярного исследователя адмирал—гидрографа Гавриила Андреевича (1763—1831), он доводился двоюродным братом упомянутому выше В. А. Сарычеву.
        - Надежда Илларионовна Философова.

## Описание герба
В щите имеющем голубое поле изображены две шестиугольные золотые звезды, из коих одна вверху, а другая внизу, а посередине их означен серебряный полумесяц рогами вверх.
Щит увенчан обыкновенным дворянским шлемом с дворянскою на нём Короною. Намёт на щите голубой, подложенный серебром. Герб рода Философовых внесён в Часть 5 Общего гербовника дворянских родов Всероссийской империи, с. 15.